# Mathias Camin
Mathias Camin (Caminada?) (auch: Matteo) († 1673 in St. Veit in Graz) war im 17. Jahrhundert ein führender Barock-Stuckateur in der Steiermark, vor allem in Graz.

## Werke
Graz
- 1627 (?): Franziskanerkirche, Sakristei (Zuschreibung)
- 1640: Mariahilferkirche, Bonaventura-Kapelle
- 1641: Katharinenkirche, Mausoleum, Wand- und Kuppelstuck
- 1645: Stift Sankt Lambrecht, Kaisersaal, Stuck zusammen mit Taddeo Galli
- 1650: Haus Hauptplatz 16, Fassade (Zuschreibung)
- 1658: Mariahilferkirche, Schmerzhafte-Maria-Kapelle, Stuck der Laterne
- 1659/1660: Schloss St. Gotthard, Stuck des Arkaden-Obergeschosses (Zuschreibung)
- 1660: Hallerschloss in Graz-Waltendorf, SW-Turm, Gewölbestuck
- 1660: Dom, Sakristei: Gewölbestuck (Zuschreibung)
- 1662: Krebsenkeller, Sackstraße 12, 2. Geschoss
- 1660/1670: Palais Dietrichstein (Burggasse), Großer Saal (reich stuckiert)
- 1670: Joanneum, 2. Geschoss der Arkadengänge

Wallfahrtskirche Mariazell
- 1649–1669: Stuckumkleidung und Ausschmückung der Pfeiler und der Decken in den drei Schiffen, in den Kapellen und auf den Emporen

Stift Seckau
- 1660: Kaisersaal, Stuck zusammen mit Taddeo Galli (Zuschreibung)

Schloss Hall
- Stuck (Zuschreibung)